# 南方裸尾犰狳
南方裸尾犰狳（學名：Cabassous unicinctus）是四種裸尾犰狳的其中一種。廣泛分佈於整個南美洲，包括哥倫比亞、厄瓜多爾、委內瑞拉、秘魯、玻利維亞及巴西。

## 描述
本種是一種獨行及夜行性的陸生動物，生境包括熱帶雨林及草原等。與其他犰狳一樣，為食蟲類生物（Insectivore），主要以螞蟻及白蟻為食。晚上覓食時掘出近16厘米直徑的地洞，並於翌晚重新挖掘。

## 亞種
- Cabassous unicinctus squamicaudis Lund, 1845
- Cabassous unicinctus unicinctus Linnaeus, 1758